# 루 마슨
루이스 글렌 "루" 마슨(영어: Louis Glenn "Lou" Marson, 1986년 6월 26일~)은 미국의 은퇴한 야구 선수이다. 메이저 리그 필라델피아 필리스와 클리블랜드 인디언스에서 활동했이며, 포지션은 포수이다. 필라델피아 필리스 팜 시스템에서 최고의 유망주 중에 한 명으로 평가되었다. 2013시즌 종료 후 친정팀 필라델피아와 마이너리그 계약을 맺고 돌아왔다.